# Skukuza

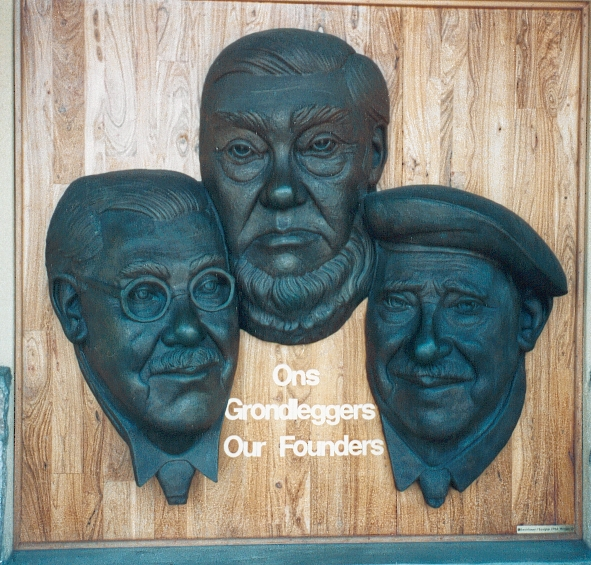
Buste de Paul Kruger entouré de ceux de Piet Grobler et de James Stevenson-Hamilton au camp de Skukuza

Skukuza est le camp principal du parc national Kruger en Afrique du Sud. Son nom, adapté de Sikhukhuza (nouveau balai en isiZulu) était le surnom de James Stevenson Hamilton parce que ce dernier avait nettoyé le parc animalier de ses braconniers et de ses hors-la-loi.
Situé sur la rive sud de la rivière Sabie, Skukuza est le plus grand et le plus fréquenté des camps du parc national Kruger. Il se compose d'un centre administratif, de 3 musées, d'une bibliothèque, d'un golf, de magasins, de restaurants, de bungalows et de guest houses.

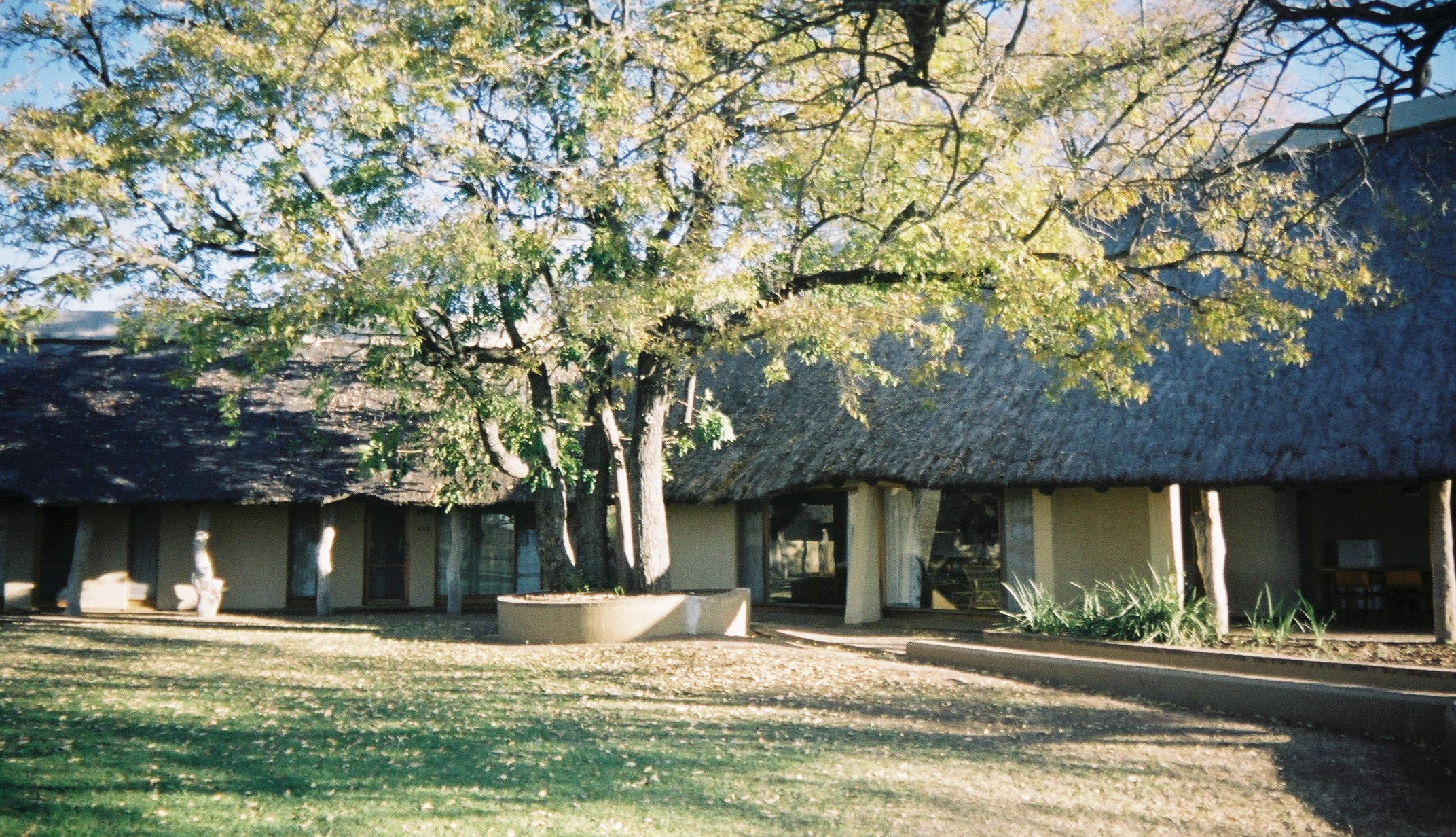
Waterkant maison d'hôtes
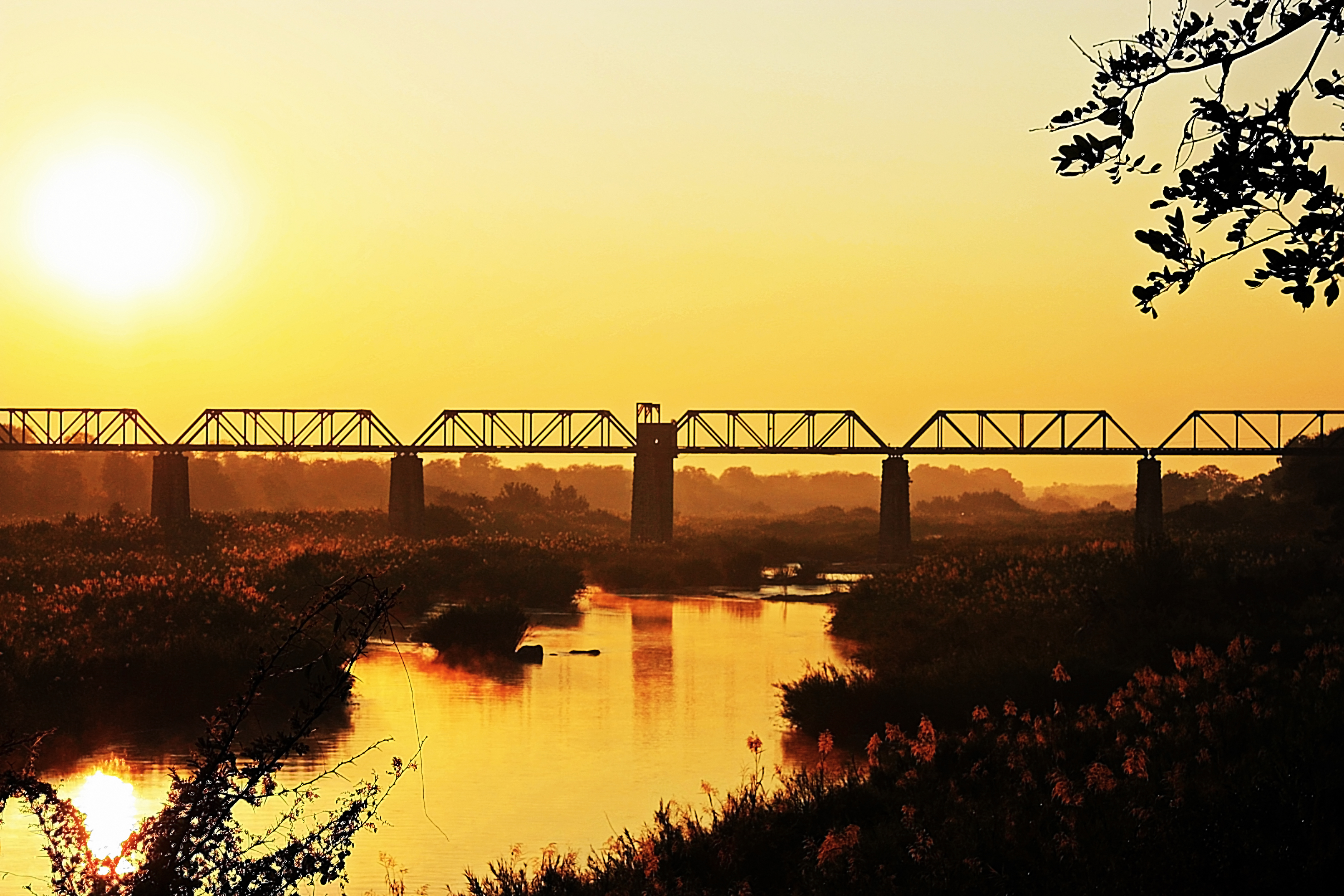
Vieux pont ferroviaire sur la rivière Sabie
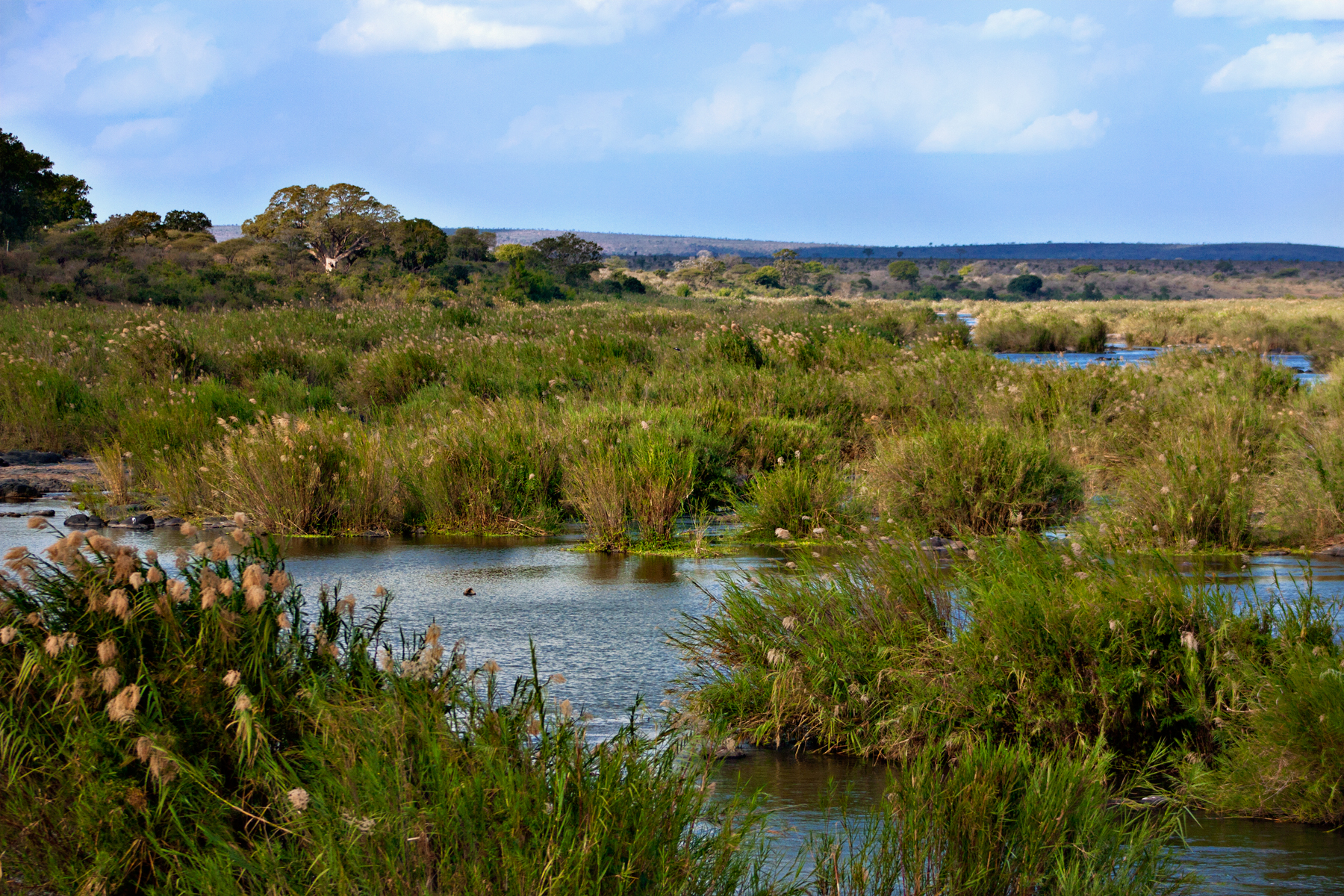
Rivière Sabie, Skukuza
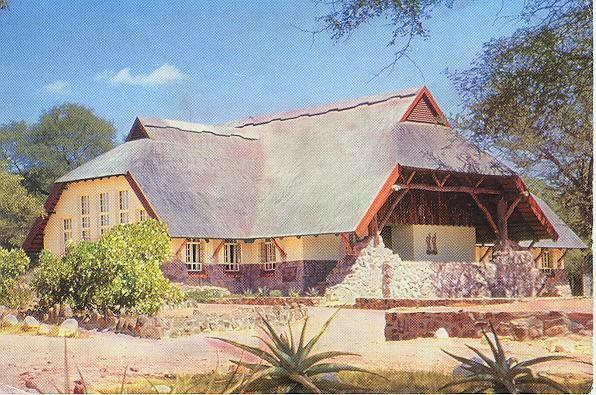
La Bibliothèque Stevenson-Hamilton
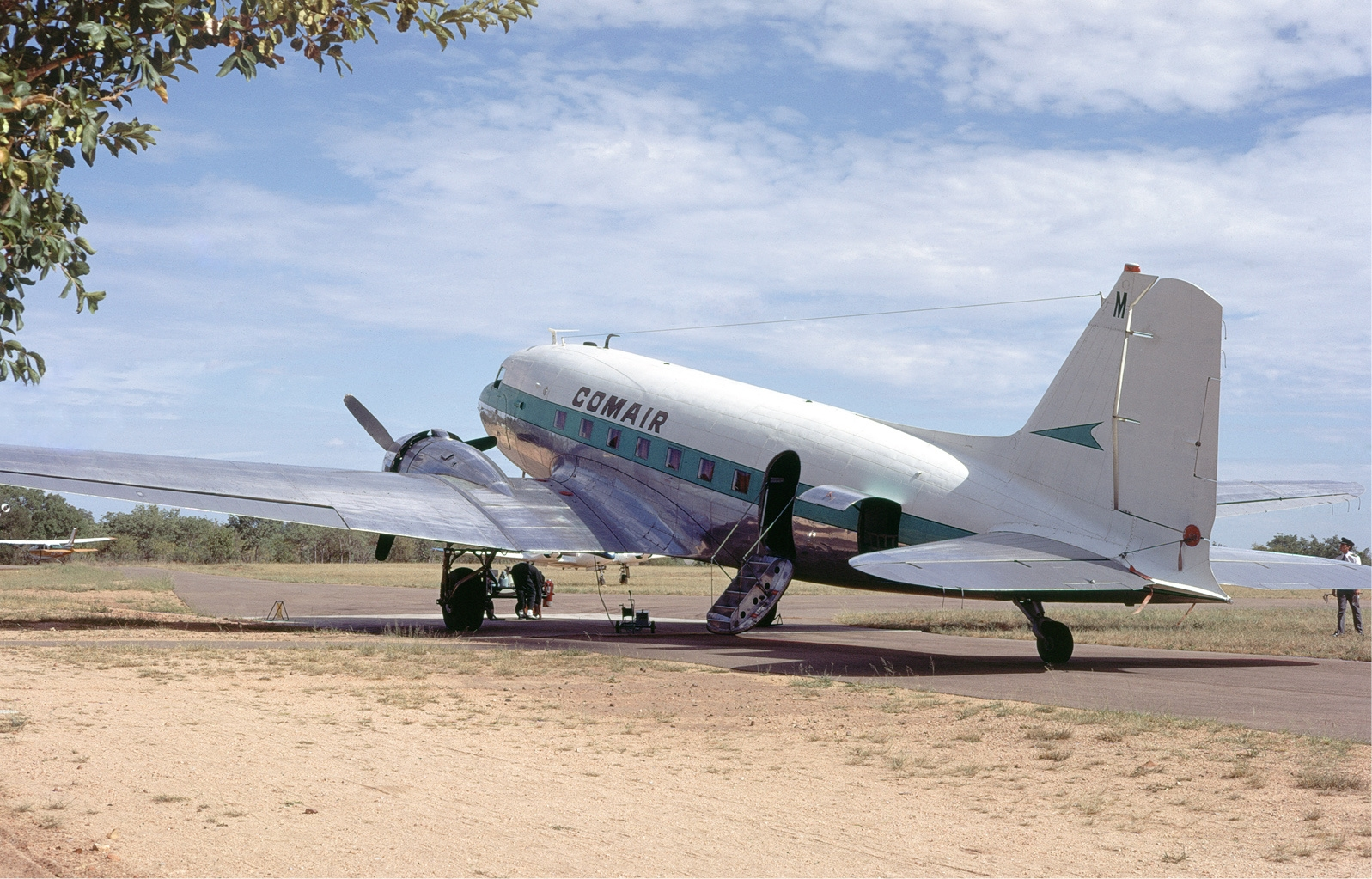
Comair Douglas DC-3, Skukuza, 1973

Fondé en 1902, le camp prend d'abord le nom de Sabie Bridge avant d'être rebaptisé Skukuza en 1936.
Le camp est géré par la  South African National Parks (SANParks).
Il est situé à 12km de l'entrée la plus proche du parc (Paul Kruger Gate). 